# Georgij Kuznetsov
Georgij Kuznetsov (russisk: Михайлович) (født 12. juni 1945 i Tomsk i Sovjetunionen, død 3. august 2005 i Jekaterinburg i Rusland) var en sovjetisk filminstruktør og manuskriptforfatter.

## Filmografi
- Najti i obezvredit (Найти и обезвредить, 1982)[2][3]